# Garanti BBVA
Türkiye Garanti Bankası A.Ş, conocido como Garanti BBVA, es una empresa de servicios financieros con sede en Turquía.

## Descripción

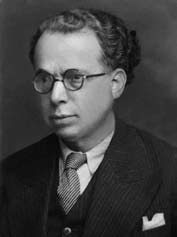
Ahmet Cevat Emre, director ejecutivo de Garanti Bank en su fundación

Garanti BBVA es el segundo banco privado más grande de Turquía con 3.002 millones TYR de activos en 2024.
Garanti ofrece servicios en todas las líneas de negocio, incluyendo sistemas de pago, banca retail, comercial, corporativo, PYME, privado y banca de inversión. Junto con sus filiales nacionales e internacionales (Garanti Bank International, Garanti Bank SA, Garanti Bank Moscú), Garanti ofrece servicios también en pensiones y seguros de vida, leasing, factoring, corretaje y administración de activos.
Garanti ofrece sus servicios a más de veinticinco millones de clientes a través de 795 sucursales nacionales, siete sucursales en Chipre y otra en Malta; dos oficinas internacionales de representación en Düsseldorf y Shanghái; más de 5.820 cajeros automáticos; un centro de atención al cliente y plataformas de banca electrónica integradas en la infraestructura tecnológica.
El 24 de abril de 2019 BBVA anunció una unificación de marca pasándose a llamar Garanti BBVA.

## Historia
Garanti Bank fue fundada en el año 1946, abriendo su primera sucursal bancaria en Ankara. En 1950, la sede se trasladó a Estambul.
En 1983, el Grupo Doğuş adquiere la totalidad de las acciones de Garanti Bank y en 1990, el Banco celebró su oferta pública inicial (OPI).
En 1993 Garanti Bank se convierte en la primera empresa turca en emitir acciones en los mercados internacionales en 1993.
En 1996, Garanti Bank adquiere Osmanlı Bank.
En 2011 BBVA adquiere el 49,85% de las acciones.
En 2015, Ali Fuat Erbil fue nombrado CEO y ocupó el cargo hasta 2019, año en que le sustituyó Recep Baştuğ, Presidente y CEO de Garanti Bank en la actualidad.
En 2017, Mahmut Akten fue nombrado Vicepresidente Ejecutivo de Retail Bankin en sustitución de Onur Genç, actual Consejero Delegado de BBVA.
En 2017 BBVA se convierte en el socio mayoritario con un 49,85% del total de participaciones.
El banco pasó a llamarse Garanti BBVA en 2019.
En junio de 2022, BBVA eleva su participación en Garanti al 86%.

## Propiedad
Las acciones de Garanti BBVA se cotizan en la Bolsa de Estambul, LSE y OTCQX. El accioniariado se muestra en la siguiente tabla:
| Rango | Nombre                                 | Porcentaje |
| ----- | -------------------------------------- | ---------- |
| 1     | Banco Bilbao Vizcaya Argentaria (BBVA) | 86,00      |
| 2     | Otros                                  | 14,00      |
|       | Total                                  | 100,00     |

## Grupo
Las empresas que conforman el Garanti Bank Group incluyen, pero no están limitados, a los siguientes:
- Garanti Bank International N.V.
- Garanti Bank Moscow
- Garanti Bank Romania
- Garanti Asset Management
- Garanti Securities
- Garanti Pension
- Garanti Leasing
- Garanti Factoring
- Garanti Payment Systems
- Garanti Mortgage
- Garanti Technology